# 瀧本富士子
瀧本富士子（日语：／ Takimoto Fujiko，1967年11月6日—）是日本女性声優。隸屬於ARTSVISION。大阪府出身。

## 人物简介
- 泷本富士子（Takimoto Fujiko）
- 职业：女性声优
- 出生地：日本大阪
- 生日：1967年11月6日
- 血型：B型

## 主要参与作品

### 電視動畫
1994年
- 足球小將翼J（中澤早苗）
- 咕嚕咕嚕魔法陣（勇者尼克）

1995年
- 新世紀福音戰士（女播報員）
- 酷媽寶貝蛋（國立優）

1996年
- 妖精狩獵者（法蘭柯）
- 蠟筆小新（護士）
- 靈異教師神眉（鵺野鳴介（少年時期））
- 酷妹當家（阿正、小天使ペ）

1997年
- 蠟筆小新（慎吾）
- 忍者亂太郎（老婆婆）

1998年
- 蠟筆小新（鏟的洋子）
- 烙印勇士（少年）
- 忍者亂太郎（伯母）

1999年
- 爆球連發！！超級彈珠人（戶坂玉悟）

2000年
- 外星人田中太郎（門門、門瑪、桃野2）
- 萬有引力（藤崎順）
- 忍者亂太郎（店員）
- 第一神拳（伏爾格（少年時代））

2001年
- 元氣五胞胎（森野兜（強強））
- 忍者亂太郎（山村莉莉（喜三太的太祖奶奶）、川西左近（代役））
- 魔力女管家（美里優）

2002年
- 我們這一家（房東、小弘、A子（第一代）其他）
- 魔力女管家～更美麗的事物～（美里優）
- 爆鬥宣言大鋼彈(曙小明(曙アキラ))
- 海螺小姐（フグ田ノリオ）

2003年
- 名偵探柯南（(2003-2019年)白河沙織、角田弘樹、京極真(少年時期)、仲間敏江、兜航一）

2004年
- 這醜陋又美麗的世界（二之宮良）
- 琉球武士瘋雲錄（辣妹）
- Ragnarok The Animation--波利
- 鼻毛真拳（陽頂天二郎）

2005年
- CLUSTER EDGE（卡爾斯（少年時期））
- TSUBASA翼（齋藤正義）
- 怪醫黑傑克（新娘、主婦）

2006年
- 蠟筆小新（龍之介）
- 暮蟬悲鳴時（岡村傑）

2007年
- 暮蟬悲鳴時解（岡村傑）
- 戀愛情結（壽聖子郎）

2008年
- 蠟筆小新（店員B、賣場的阿姨）
- 忍者亂太郎（風魔忍者）

2009年
- 閃電十一人（浦部莉香、加賽爾 /涼野風介、尼羅 / 根室君之）
- 蠟筆小新（吉乃、親貓）
- 姊弟物語（老奶奶）
- 魔力女管家特別篇 我回來了◆歡迎回來（美里優）
- 小雙俠（豐臣秀賴）

2010年
- 閃電十一人（雪莉·普林斯頓）
- 蠟筆小新（真理、資深店員、輝信（第4代））
- 姊弟物語（零食的媽媽）

2011年
- 蠟筆小新（阿姨、大姊姊）
- 忍者亂太郎（楓（第2代））

2014年
- 火影忍者疾風傳（猿飛阿斯瑪(少年時期））
- 哆啦A夢 (水田山葵版)（阿姨、老鼠、老太太、猴子、男孩子A 等）

2016年
- 新我們這一家（主婦）
- SUPER LOVERS（小野寺節子）

2017年
- 名侦探柯南（角田弘树）

2018年
- 閃電十一人 阿瑞斯的天秤（涼野風介）
- 名侦探柯南（仲间敏江）

2019年
- 名侦探柯南（兜航一）

### OVA
- 学校幽霊5（和人）
- 天使禁猎区（少年朔夜）

### 劇場版
- 足球小將翼（中澤早苗）
- 忍者乱太郎的交通安全（岡村）
- 忍者乱太郎的消防隊（母）
- 我們這一家電影版（大嬸）
- 河童之夏（河童淵的觀光客）
- 八田與一：嘉南大圳之父（辻進）
- 蠟筆小新：我和我的宇宙公主（小孩子）
- 蠟筆小新：激戰！塗鴉王國與差不多四勇者（長輩）
- 大雄的宇宙小戰爭 2021（地下會員）

### 遊戲
- 劍魂系列（多喜）
- 捉猴啦 系列（小翔）
- 風之少年系列（休波）
- 任天堂明星大亂鬥DX（年幼林克）
- 任天堂明星大亂鬥 特別版（年幼林克）

### CD
- 闇の末裔（黑崎密）